# Circolo degli Scipioni
Con il nome di Circolo degli Scipioni si è soliti definire il gruppo politico costituito da personaggi appartenenti alla nobiltà romana, tra cui Gaio Lelio, Scipione Emiliano e Furio Filo, che, verso la metà del II secolo a.C. si rese promotore a Roma, ma non solo, di attività e interessi letterari, filosofici e culturali, in generale di orientamento ellenistico, e dei valori dell'humanitas.

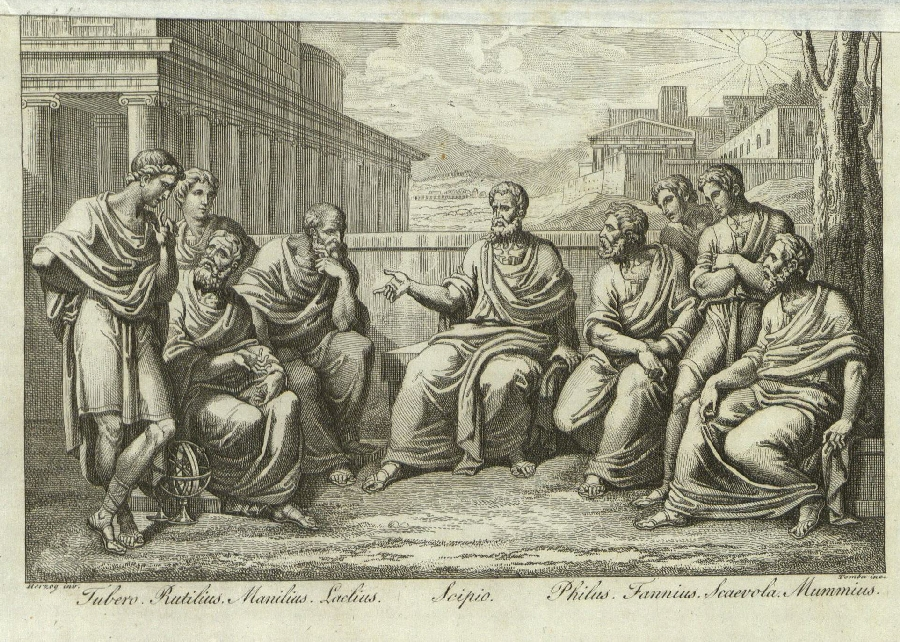
Illustrazione del XIX secolo di Scipione Emiliano attorniato da una cerchia di personaggi illustri.

## La nascita e lo sviluppo
L'arrivo a Roma di personaggi come lo storico greco Polibio e del filosofo Panezio di Rodi fu determinante, in quanto vissero entrambi in stretta familiarità nella casa degli Scipioni.
Scipione Emiliano, Gaio Lelio, Lucilio, Rutilio Rufo e altri formarono un gruppo culturale filo-ellenico, il cosiddetto Circolo degli Scipioni, al quale si oppose Catone il Censore, contrario a ogni innovazione per difendere il mos maiorum.
Si realizza una necessità di ampliamento del mondo spirituale romano tramite la cultura greca, aprendolo ai valori di altre civiltà. Dall'incontro dello spirito romano con la filosofia ellenica nasce l'humanitas, ripresa dalla filosofia stoica, che consiste nella concezione dell'uomo considerato in ogni suo aspetto e la conseguente idea di una missione morale e politica assegnata al dominio universale di Roma. Si esalta, inoltre, la virtus romana, in grado di trasformare un popolo in un insieme di uomini coraggiosi, austeri, capaci di sacrificio.
Il Circolo degli Scipioni diventa un importante centro di cultura letteraria, in quanto la capacità di recte loqui (parlare in modo elegante) è considerata fondamentale e legata al vivere, al sentire e al pensare rettamente.
Molti poeti e commediografi condivisero i valori del Circolo degli Scipioni, fra cui Gaio Lucilio e Terenzio. Molte palliate (commedie di carattere greco) di quest'ultimo contengono, secondo gli studiosi, idee provenienti dal pensiero del "circolo scipionico".

Il termine Circolo degli Scipioni, accettato dagli storici moderni, venne già adottato da Cicerone, in un passo del Laelius de amicitia, che recita testualmente: 